# Je n’avais que le néant – „Shoah“ par Lanzmann
Je n’avais que le néant – „Shoah“ par Lanzmann (anhörenⓘ international: All I Had Was Nothingness) ist ein französischer Dokumentarfilm von Guillaume Ribot aus dem Jahr 2025.

## Inhalt
Nach 12 Jahren Produktion veröffentlichte der französische Regisseur Claude Lanzmann 1985 den Dokumentarfilm Shoah. Ribot zeigt den Entstehungsprozess mit bisher unveröffentlichtem Material und gibt Lanzmanns Gedankenprozess wieder.

## Produktion
Ribot drehte den Film aus 220 Stunden zusätzlichem Rohmaterial des ersten Films. Die Aussagen Lanzmanns basieren ausschließlich auf dessen eigenen Aussagen und Memoiren.
Der Film feierte am 17. Februar auf der Berlinale 2025 in der Sektion Berlinale Special Premiere und wird von m2k Films vertrieben.